# Världsmästerskapen i alpin skidsport 1933
Världsmästerskapen i alpin skidsport 1933 arrangerades mellan 6 och 10 februari 1933 i Innsbruck Österrike.

## Medaljliga
| Placering | Land           | Guld | Silver | Brons | Totalt |
| --------- | -------------- | ---- | ------ | ----- | ------ |
| 1         | Schweiz        | 3    | 2      | 2     | 7      |
| 2         | Österrike      | 1    | 3      | 3     | 7      |
| 3         | Tyskland       | 1    | –      | –     | 1      |
|           | Italien        | 1    | –      | –     | 1      |
| 5         | Storbritannien | –    | 1      | 1     | 2      |

## Herrar

### Störtlopp
Datum 8 februari 1933
| Placering | Land      | Namn          |
| --------- | --------- | ------------- |
| 1         | Schweiz   | Walter Prager |
| 2         | Schweiz   | David Zogg    |
| 3         | Österrike | Hans Hauser   |

### Slalom
Datum 9 februari 1933
| Placering | Land      | Namn             |
| --------- | --------- | ---------------- |
| 1         | Österrike | Anton Seelos     |
| 2         | Österrike | Gustav Lantscher |
| 3         | Schweiz   | Willi Steuri     |

### Kombinasion
Datum 8/9 februari 1933
| Placering | Land      | Namn         |
| --------- | --------- | ------------ |
| 1         | Österrike | Anton Seelos |
| 2         | Schweiz   | Willi Steuri |
| 3         | Schweiz   | Otto Furrer  |

## Damer

### Störtlopp
Datum 8 februari 1933
| Placering | Land      | Namn                  |
| --------- | --------- | --------------------- |
| 1         | Österrike | Inge Wersin-Lantscher |
| 2         | Schweiz   | Nini Zogg             |
| 3         | Österrike | Gerda Paumgarten      |

### Slalom
Datum 10 februari 1933
| Placering | Land           | Namn                  |
| --------- | -------------- | --------------------- |
| 1         | Österrike      | Inge Wersin-Lantscher |
| 2         | Storbritannien | Helen Boughten-Leigh  |
| 3         | Schweiz        | Helen Zingg           |

### Kombination
Datum 8/10 februari 1933
| Placering | Land           | Namn                  |
| --------- | -------------- | --------------------- |
| 1         | Österrike      | Inge Wersin-Lantscher |
| 2         | Österrike      | Gerda Paumgarten      |
| 3         | Storbritannien | Jeanette Kessler      |